# Лукас Рейдър
Лукас Рейдър (на немски: Lukas Raeder) е немски футболист, който играе на поста вратар. Състезател на Дуисбург.

## Кариера

### Байерн Мюнхен
Рейдър се присъединява към Байерн Мюнхен през 2012 г. от отбора на Шалке 04. Прави дебюта си в Бундеслигата на 12 април 2014 г. при загубата с 0:3 като домакин на Борусия (Дортмунд). Той заменя Мануел Нойер на полувремето и допуска два гола. След това започва като титуляр в полуфинала за Купата на Германия срещу Кайзерслаутерн, който отборът му печели с 5:1.

### Витория Сетубал
На 7 юли 2014 г. Рейдър подписва с Витория Сетубал за три години.

### Локомотив Пловдив
На 14 юли 2021 г. Лукас подписва с пловдивския Локомотив. Дебютира за отбора на 1 август при загубата с 1:0 като гост на Локомотив (София).

## Успехи
Байерн Мюнхен
- Първа Бундеслига (1): 2013/14
- Купа на Германия (1): 2014
- Световно клубно първенство (1): 2013